# باولو كاستيليني

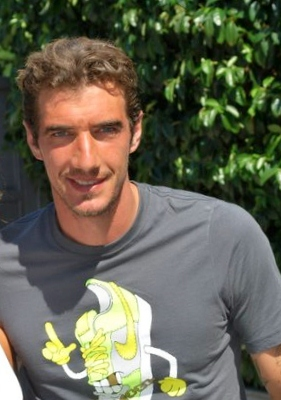

باولو كاستيليني (بالإيطالية: Paolo Castellini)‏ (مواليد 25 مارس 1979 في بريشا - إيطاليا) لاعب كرة قدم إيطالي يلعب حاليا لصالح نادي الدرجة الأولى روما الإيطالي منذ 2010 في مركز الظهير الأيسر .

## روابط خارجية
- باولو كاستيليني على موقع قاعدة بيانات كرة القدم.إي يو (الإنجليزية)
- باولو كاستيليني على موقع Soccerway.com (الإنجليزية)
- باولو كاستيليني على موقع عالم كرة القدم.نت (الإنجليزية)
- باولو كاستيليني على موقع كووورة
- باولو كاستيليني على موقع AS.com (الإسبانية)